# Grand Prix Włoch 1925
Grand Prix Włoch 1925 (oryg. V Gran Premio d’Italia) – jeden z wyścigów Grand Prix rozegranych w 1925 oraz czwarta eliminacja Mistrzostw Świata Konstruktorów AIACR.

## Lista startowa
Na niebieskim tle kierowcy, którzy nie byli zgłoszeni (lub byli kierowcami rezerwowymi), ale współdzielili samochód w czasie wyścigu.
| Nr | Kierowca             | Zespół | Samochód            | Silnik |   |
| -- | -------------------- | ------ | ------------------- | ------ | - |
| 1  | Emilio Materassi     |        | Diatto GP           |        | ? |
| 4  | Albert Guyot         |        | Guyot Speciale GS25 |        | ? |
| 5  | Giuseppe Campari     |        | Alfa Romeo P2       |        | ? |
| 5  | Giovanni Minozzi     |        | Alfa Romeo P2       |        | ? |
| 6  | Alfieri Maserati     |        | Diatto 20S          |        | ? |
| 7  | Tommy Milton         |        | Duesenberg          |        | ? |
| 10 | Pete DePaolo         |        | Alfa Romeo P2       |        | ? |
| 11 | Peter Kreis          |        | Duesenberg          |        | ? |
| 14 | Gastone Brilli-Peri  |        | Alfa Romeo P2       |        | ? |
| 17 | Santoleri            |        | Chiribiri 12/16     |        | ? |
| 18 | Ernest Eldridge      |        | Eldridge Anzani     |        | ? |
| 19 | Meo Costantini       |        | Bugatti 39          |        | ? |
| 20 | Luigi Platé          |        | Chiribiri 12/16     |        | ? |
| 21 | Pierre de Vizcaya    |        | Bugatti 37          |        | ? |
| 22 | Jules Goux           |        | Bugatti 39          |        | ? |
| 23 | Ferdinand de Vizcaya |        | Bugatti 37          |        | ? |
| 24 | Giulio Foresti       |        | Bugatti 37          |        | ? |
| Nr | Kierowca             | Zespół | Samochód            | Silnik |   |

## Wyniki

### Wyścig
Źródło: teamdan.com
| P                 | + / – | Nr | Kierowca                          | Konstruktor    | Okr. | Czas / Strata      | Komentarz |
| ----------------- | ----- | -- | --------------------------------- | -------------- | ---- | ------------------ | --------- |
| 1                 | 7     | 14 | Gastone Brilli-Peri               | Alfa Romeo     | 80   | 5h14:33,3          |           |
| 2                 | 1     | 5  | Giuseppe Campari Giovanni Minozzi | Alfa Romeo     | 80   | +18:57,0           |           |
| 3                 | 8     | 19 | Meo Costantini                    | Bugatti        | 80   | +30:07,6           |           |
| 4                 | 1     | 7  | Tommy Milton                      | Duesenberg     | 80   | +32:07,2           |           |
| 5                 | 1     | 10 | Pete DePaolo                      | Alfa Romeo     | 80   | +33:37,0           |           |
| 6                 | 9     | 23 | Ferdinand de Vizcaya              | Bugatti        | 80   | +36:16,1           |           |
| 7                 | 9     | 24 | Giulio Foresti                    | Bugatti        | 80   | +40:45,2           |           |
| 8                 | 5     | 21 | Pierre de Vizcaya                 | Bugatti        | 80   | +47:03,8           |           |
| Niesklasyfikowani |       |    |                                   |                |      |                    |           |
|                   |       | 22 | Jules Goux                        | Bugatti        | 64   | Pompa paliwowa     |           |
|                   |       | 1  | Emilio Materassi                  | Diatto         | 39   | Awaria mechaniczna |           |
|                   |       | 17 | Santoleri                         | Chiribiri      | 38   | Wypadek            |           |
|                   |       | 6  | Alfieri Maserati                  | Diatto         | 38   | Awaria mechaniczna |           |
|                   |       | 20 | Luigi Platé                       | Chiribiri      | 13   | Awaria mechaniczna |           |
|                   |       | 4  | Albert Guyot                      | Guyot Speciale | 8    | Awaria mechaniczna |           |
|                   |       | 18 | Ernest Eldridge                   | Eldridge       | 3    | Magneto            |           |
|                   |       | 11 | Peter Kreis                       | Duesenberg     | 2    | Wypadek            |           |
| P                 | + / – | Nr | Kierowca                          | Konstruktor    | Okr. | Czas / Strata      | Komentarz |

### Najszybsze okrążenie
Źródło: teamdan.com
| Nr | Kierowca    | Konstruktor | Czas   | Okr. |
| -- | ----------- | ----------- | ------ | ---- |
| 11 | Peter Kreis | Duesenberg  | 3:36,7 |      |